# شبه‌پنئوس‌ها
شبه‌پنئوس‌ها (نام علمی: Pseudupeneus) نام یک سرده از تیره بزماهیان است.